# Havergal Brian
Havergal Brian   (Stoke-on-Trent, 29 de gener de 1876 - Shoreham-by-Sea, 28 de novembre de 1972) va ser un destacat compositor, llibretista i organista de l'església anglesa del segle xx.
És conegut sobretot per haver compost 32 simfonies, un nombre inusualment elevat entre els seus contemporanis, 25 d'elles després dels 70 anys. La seva obra més coneguda és la seva Simfonia núm. 1, The Gothic, que demana algunes de les més grans forces exigides per una obra concertada estructurada convencionalment.
També va compondre cinc òperes i una sèrie d'altres obres orquestrals, així com cançons, música coral i una petita quantitat de música de cambra. Brian va gaudir d'un període de popularitat a principis de la seva carrera i redescobriment a la dècada de 1950, però les actuacions públiques de la seva música han continuat sent rares i ha estat descrit com un compositor de culte. Va continuar sent extremadament productiu al final de la seva carrera, component grans obres fins i tot als noranta anys, la majoria de les quals van romandre sense interpretar durant la seva vida.

## Biografia

### Joventut
William Havergal Brian va ser un dels molt reduïts compositors originaris de la classe treballadora anglesa. El segon nom de Brian Havergal, amb el qual va començar a una edat jove, va rebre el nom de Frances Ridley Havergal de la prominent família d'escriptura d'himnes Havergal.
La primera educació musical de Brian sembla haver estat com a corista; va cantar al cor de l'església de St James a Longton. El 1887, ell i altres coristes de la seva ciutat natal van participar en un concert a la catedral de Lichfield commemorant el jubileu de la reina Victòria. Aquesta experiència va donar al nen un interès pels efectes musicals a gran escala. Als 12 anys, després de deixar l'escola primària annexa a l'església, va començar a treballar (va provar diversos oficis). En el seu temps lliure, va continuar estudiant música inclòs l'orgue per al qual va mostrar talent a una edat jove; com a compositor va ser pràcticament autodidacte. Des de 1896 va ser organista de All Saints', una església neogòtica a Odd Rode, just a l'altra banda de la frontera del comtat de Cheshire. El càrrec consistia a jactuar als serveis dominicals; la seva feina principal en aquesta època era amb una empresa de fusta.
Al voltant de l'època en què va començar a "All Saints", va ser influenciat per escoltar King Olaf, una composició per a solistes, cor i orquestra d'Edward Elgar. Ara, una de les obres menys conegudes del compositor, King Olaf va ser encarregada per al Festival de Música de North Staffordshire de 1896, on va tenir una bona acollida. Brian va enviar una mostra de composició a Elgar que el va animar. Brian es va convertir en un fervent entusiasta de la nova música produïda per Richard Strauss i els compositors britànics de l'època. Assistint a festivals de música va començar una amistat de per vida amb el compositor Granville Bantock (1868–1946).
El 1898, Brian es va casar amb Isabel Priestley, amb qui va tenir cinc fills. Un dels seus fills es deia Sterndale en honor al compositor anglès Sir William Sterndale Bennett.

### Compositor a temps complet
El 1907, un home de negocis local ric, Herbert Minton Robinson, li va oferir un ingrés anual de 500 lliures (aleshores un sou respectable de classe mitjana baixa) per permetre-li dedicar tot el seu temps a la composició. Sembla que Robinson esperava que Brian tingués èxit aviat i tingués una independència econòmica gràcies a la força de les seves composicions, i inicialment Brian va trobar l'èxit: la seva primera Suite anglesa va cridar l'atenció d'Henry Wood, que la va interpretar als London The Proms el 1907. el treball va resultar popular i Brian va obtenir una editorial i actuacions per a les seves següents obres orquestrals, tot i que aquest èxit inicial no es va mantenir. Durant un temps, Brian va treballar en una sèrie d'obres corals i orquestrals ambicioses a gran escala, però no va sentir cap urgència per acabar-les i va començar a gaudir de plaers com menjars cars i un viatge a Itàlia.
Els arguments sobre els diners i una aventura amb una jove serventa, Hilda Mary Hayward (1894-1980), van provocar l'enfonsament del seu primer matrimoni el 1913. Brian va fugir a Londres i, tot i que Robinson (que va desaprovar l'incident) va continuar proporcionant-li diners fins a la seva pròpia mort, la major part del subsidi va anar a la dona separada de Brian després de 1913. La aventura amb Hilda es va convertir en una relació de tota la vida: Brian i ella van començar a viure junts com a marit i dona, i després de la mort d'Isabel el 1933 es van casar, moment en què Hilda ja li havia donat cinc fills més. Ja no podia confiar en el suport de Robinson, a Londres Brian va començar a compondre abundantment mentre vivia en la pobresa. A l'esclat de la Primera Guerra Mundial es va oferir voluntari per a l'"Honorable Artillery Company", però no va veure cap servei abans de ser invalidat per una lesió a la mà. Posteriorment va treballar a l'Oficina d'Auditoria de la Força Expedicionària Canadenca fins al desembre de 1915. La família es va traslladar a Erdington, prop de Birmingham, Warwickshire, fins al maig de 1919 i després va passar diversos anys a diversos llocs de Sussex. El seu breu servei bèl·lic li va donar el material per a la seva primera òpera The Tigers. A la dècada de 1920 es va dedicar a la composició de simfonies, tot i que n'havia escrit més de deu abans que una d'elles fos interpretada per primera vegada a principis de la dècada de 1950. Brian finalment va obtenir un treball de tipus musical, copiant i organitzant, i escrivint per a la revista "The British Bandsman". El 1927 es va convertir en assistent d'editor de la revista Musical Opinion i es va traslladar de nou a Londres.
El 1940 es va jubilar, vivint primer a Londres i després a Shoreham-by-Sea, Sussex. Alliberat de l'exigència de treballar per guanyar-se la vida, va poder dedicar tot el seu temps a la composició, i la major part de la seva producció compositiva pertany a les tres últimes dècades de la seva vida, incloses quatre de les cinc òperes (compostes entre 1951, i 1957) i vint-i-set de les trenta-dues simfonies (compostes a partir de 1948). Durant la major part de la dècada de 1960, Brian va compondre dues o tres simfonies cada any.
Aquesta ràfega tardana d'activitat va coincidir amb una mica de redescobriment, en part a causa dels esforços de Robert Simpson, ell mateix un important compositor i productor musical de la BBC, que va demanar a Sir Adrian Boult que programés la Vuitena Simfonia el 1954. Es van rebre diverses obres de Brian. Les seves estrenes públiques durant aquest temps, inclosa la Simfonia Gòtica. Escrita dècades abans entre 1919 i 1927, es va estrenar en una actuació parcialment amateur el 1961 al "Westminster Central Hall", dirigida per Bryan Fairfax. El 1966 va seguir una actuació totalment professional al Royal Albert Hall, dirigida per Boult. Aquesta darrera actuació es va retransmetre en directe, despertant un interès considerable, i per la seva mort sis anys més tard s'havien interpretat diverses de les seves obres, juntament amb els primers enregistraments comercials de la música de Brian. Durant uns anys després de la mort de Brian, hi va haver un renaixement de l'interès per Brian amb una sèrie d'enregistraments i actuacions posteriors; van aparèixer dues biografies i un estudi en tres volums de les seves simfonies.

El reconegut director Leopold Stokowski va escoltar la Sinfonia Tragica (núm. 6) i va fer saber que li agradaria interpretar una obra de Brian. El resultat va ser l'estrena mundial el 1973 de la 28a Simfonia, en una emissió de la BBC produïda per Robert Simpson a Maida Vale Studio 1, i interpretada per la New Philharmonia Orchestra. Anthony Payne a la seva ressenya del Daily Telegraph va escriure: 
| « | "Va ser fascinant contemplar la singularitat de l'esdeveniment: un director d'orquestra de 91 anys aprenent una nova obra d'un compositor de 91 anys". | » |

## Música
Estilísticament, la música de Brian es podria descriure a grans trets com en un idioma romàntic tardà, mostrant la influència de Gustav Mahler en la seva ambiciosa orquestració i tonalitat progressiva. A Germanophile –el text dels Salms de la seva quarta simfonia es canta en alemany–, les principals influències musicals de Brian són principalment compositors germànics com Wagner, Bruckner, Strauss, Mahler i Bach, així com Elgar. La música de Brian és fonamentalment tonal més que atonal i mostra poca o cap influència de la dodecafonía; tanmateix, sovint està puntuat amb passatges violents i de vegades dissonants.
La música de Brian té diversos trets distintius: el gust pels ritmes puntejats extrems, les notes de metall profundes i diversos timbres d'arpa, piano i percussió poc característics, i altres sons i textures orquestrals inusuals. També són típics els moments de quietud, com l'arpegi lent d'arpa que s'escolta prop de l'inici i el final de la Vuitena Simfonia. No obstant això, la característica més notable de la seva música és la seva inquietud: poques vegades un estat d'ànim persisteix molt abans que es contrasti, sovint de manera brusca, amb un altre. Fins i tot en els moviments lents de Brian, la meditació lírica no sovint estructura la música molt abans que els pensaments inquiets s'introdueixin. Tot i que la naturalesa fragmentària de la seva música milita en contra de la unitat temàtica clàssica, sovint utilitza blocs estructurals de so, on ritmes i material temàtic similars fan al·lusió a passatges anteriors (a diferència de l'enunciat i la recapitulació clàssics). Per molt fragmentària que sigui la música de Brian, manté la cohesió simfònica mitjançant processos tonals a llarg termini (similar a la "tonalitat progressiva") de Carl Nielsen, on la música apunta cap a una tonalitat, en lloc d'estar en una tonalitat d'inici i tornar-hi.
Com Bach i Bruckner, Brian era organista, i el repertori d'orgue va influir en els seus hàbits musicals (i l'orgue apareix en diverses de les seves simfonies). Altres fonts d'influència són la música de carrer victoriana tardana, i particularment les bandes de metall i militars: encara que va compondre poca música dedicada per a bandes de metall, els instruments de metall són sovint prominents a la música orquestral de Brian, igual que les marxes.
Tot i que va escriure música en diverses formes, el llegat més famós de Brian són les seves 32 simfonies. La seva primera simfonia canònica -una Simfonia Fantàstica anterior va ser retirada- és la colossal Simfonia gòtica, una actuació de la qual dura gairebé dues hores i requereix enormes forces orquestrals i corals. Es va acabar l'any 1927. Encara que el gòtic és, amb diferència, l'obra més coneguda de Brian, i potser l'obra per la qual ha arribat a definir-se, no és representativa del conjunt de les seves simfonies. Poques de les simfonies de Brian demanen forces més grans que una orquestra simfònica típica del segle xx, encara que la número 4 (Das Siegeslied) demana un gran cor i una soprano solista, i una simfonia típica de Brian dura aproximadament 20 minuts d'actuació. Brian sol al·ludir a l'estructura clàssica de quatre moviments de la simfonia, fins i tot en obres d'un sol moviment. La seva sisena simfonia va ser composta als 72 anys, i la majoria de les simfonies de Brian es van compondre en ràpida successió durant les dues últimes dècades de la seva vida, als 80 i fins i tot als 90. La majoria no es van interpretar durant la pròpia vida de Brian, tot i que des de llavors s'han enregistrat les 32.
A més de simfonies, Brian també va compondre diverses òperes grans durant la dècada de 1950. El 1997, l'òpera de 1951 de Brian en vuit escenes The Cenci, basada en l'obra de 1819 de Percy Bysshe Shelley, es va estrenar en un concert de la Millennium Sinfonia, dirigida per James Kelleher, al "Queen Elizabeth Hall" de Londres.

## Recepció i llegat
La influència musical de Brian es va veure limitada pel fet que tan poca de la seva música es va interpretar o gravar fins després de la seva mort, moment en què el seu llenguatge estilístic es podria considerar anacrònic. No obstant això, va tenir una gran estima per compositors com Robert Simpson i alguns dels seus contemporanis, com Granville Bantock. En general, la seva música ha estat defensada per un petit nombre d'entusiastes en lloc de gaudir d'una popularitat més general, i continua dividint les opinions. Per Mark Morris, escrivint a la seva Guia de compositors del segle xx, en la Simfonia gòtica Brian va aconseguir 
| « | "una de les obres mestres artístiques del món, en visió, grandesa i en la combinació de complexitat i lluminositat digna d'estar al costat de les grans catedrals de l'època. que la va inspirar... [és] sens dubte, més que qualsevol altra obra del romàntic tardà, el clímax de l'edat romàntica". | » |

Escrivint a "The Spectator" el 2016, Damian Thompson va afirmar que si la 30a simfonia de Brian s'estrenés avui com a obra d'un compositor de 25 anys, 
| « | "fins i tot podria ser aclamada com la reinvenció triomfal de la tonalitat". | » |

Altres, però, han estat més crítics. En revisar l'actuació del 2011 de la Gothic Symphony als BBC Proms, David Nice de "The Arts Desk" va descriure l'obra com un "terrible, incipient embolic" i "Gran, llarg i molt curt d'idees genials"; escrivint a The Guardian, Andrew Clements ho va descriure com a "moments d'originalitat sorprenent, en particular les idees més espectrals i més escasses, però molt més és totalment inmemorable o simplement grotescament estrany, i sovint irremeiablement superat. Les idees van i venen; per a un treball que dura. gairebé dues hores, la música és sorprenentment curta."
El 2022, Brian's Legend per a violí i piano es va presentar als BBC Proms.

## Llistat d'obres
Per conèixer l'obra de Havergal Brian, aneu al seu arxiu de la Viquipèdia anglesa.

## Enregistraments
El primer enregistrament comercial de la música de Havergal Brian va ser realitzat per l'Orquestra Simfònica de les Escoles de Leicestershire l'any 1972, quan les Simfonies núms. 10 i 21, dirigides per James Loughran i Eric Pinkett respectivament, es van gravar al De Montfort Hall, Leicester. El productor va ser Robert Simpson. L'LP va ser llançat per Unicorn Records el 1973. Una edició especial del programa de televisió Aquarius anomenada The Unknown Warrior va donar una cobertura considerable a la sessió d'enregistrament i un equip de càmera es va unir als membres de l'orquestra durant una visita que van fer a la casa del compositor a Shoreham.
Durant la dècada de 1970 es van fer una sèrie de llançaments no oficials de simfonies de Brian. Aquests generalment eren d'enregistraments de la BBC, i els enregistraments es van publicar amb noms ficticis. Diversos ja han tingut llançaments oficials.
El 1979, Cameo Classics es va embarcar en un projecte per gravar tota la música orquestral de Brian en col·laboració amb la Havergal Brian Society. Va començar amb la Suite anglesa núm. 1, Doctor Merryheart i Fantastic Variations on an Old Rhyme. El 1980 va sortir el segon LP que conté In Memoriam, For Valour i Festal Dance. El projecte es va completar l'any 1981 amb els enregistraments de Burlesque Variations on an Original Theme, i Two Herrick Songs, Requiem for the Rose i The Hag. Els enregistraments van ser produïts per David Kent-Watson amb la Hull Youth Orchestra dirigida per Geoffrey Heald-Smith. Per a l'enregistrament de la música de piano completa de Brian, Cameo Classics va utilitzar la tecnologia digital. Les actuacions de Peter Hill amb un "Bösendorfer Imperial" al "Northern College of Music" van obtenir grans elogis de John Ogdon en la seva ressenya per a Tempo.
Més de les obres de Brian s'han publicat des dels anys 80 i 90, i l'escassetat d'actuacions ben assajades o interpretacions madures que anteriorment havien fet difícil d'avaluar la qualitat de la seva música s'ha corregit parcialment a través de la sèrie d'enregistraments professionals de molts d'ells. Les simfonies de Brian que han estat emeses pel segell discogràfic Marco Polo en CD. Molts dels enregistraments originals de diversos segells s'estan reeditant i, a finals del 2018, totes les simfonies de Brian tenien almenys un enregistrament oficial, encara que no necessàriament impresa.
L'agost de 2010, el segell Dutton CD va publicar tres obres extretes de les emissions de la BBC de 1959: la Comedy Overture Doctor Merryheart i 11th Symphony (amb Harry Newstone dirigint l'Orquestra Simfònica de Londres) i la 9a Simfonia (Norman del Mar i la LSO). Aquest llançament va seguir després de la reedició de Testament de l'enregistrament en directe de l'actuació de Boult de 1966 al Royal Albert Hall de la Simfonia Gòtica de Brian. A la temporada de concerts de Proms 2011, la simfonia va ser dirigida per Martyn Brabbins al Royal Albert Hall; l'actuació ja està disponible en un enregistrament comercial.
El juliol de 2012 es va estrenar als cinemes australians una pel·lícula documental, "The Curse of the Gothic Symphony". Dirigida per Randall Wood, és un documental dramatitzat sobre les proves i les tribulacions de la posada en escena de la Simfonia gòtica de Brian a Brisbane, Queensland. Filmada durant cinc anys, l'enorme tasca de reunir 200 músics i 400 coristes es va dur a terme el 2010 en una actuació triomfal i una gran ovació al centre d'arts escèniques de Brisbane.

## Enregistraments de les simfonies
Existeix una llista parcial d'enregistraments coneguts per a les simfonies de Havergal Brian; molts estan exhaurits, d'altres no s'han llançat mai comercialment; alguns s'han publicat en format bootleg o existeixen als arxius de la BBC, per conèixer-les aneu al seu arxiu de la Viquipèdia anglesa.